# Symphoromyia inconspicua
Symphoromyia inconspicua är en tvåvingeart som beskrevs av Turner och Chillcott 1973. Symphoromyia inconspicua ingår i släktet Symphoromyia och familjen snäppflugor.
Artens utbredningsområde är Kalifornien. Inga underarter finns listade i Catalogue of Life.